# Filago pyramidata
 Filago pyramidata  L., 1753 è una specie di pianta angiosperma dicotiledone della famiglia delle Asteraceae (sottofamiglia Asteroideae).

## Etimologia
Il nome generico (Filago) deriva dalla voce latina filum (= piccolo filo) e si riferisce o al ricco tomento di queste piante simile ai fili dei capelli o ai fiori filamentosi esterni.  L'epiteto specifico (pyramidata) indica una somiglianza alla forma piramidale.
Il nome scientifico della specie è stato definito dal botanico Carl Linnaeus (1707-1778) nella pubblicazione " Species Plantarum" (Sp. Pl. 2: 1199) del 1753.

## Descrizione

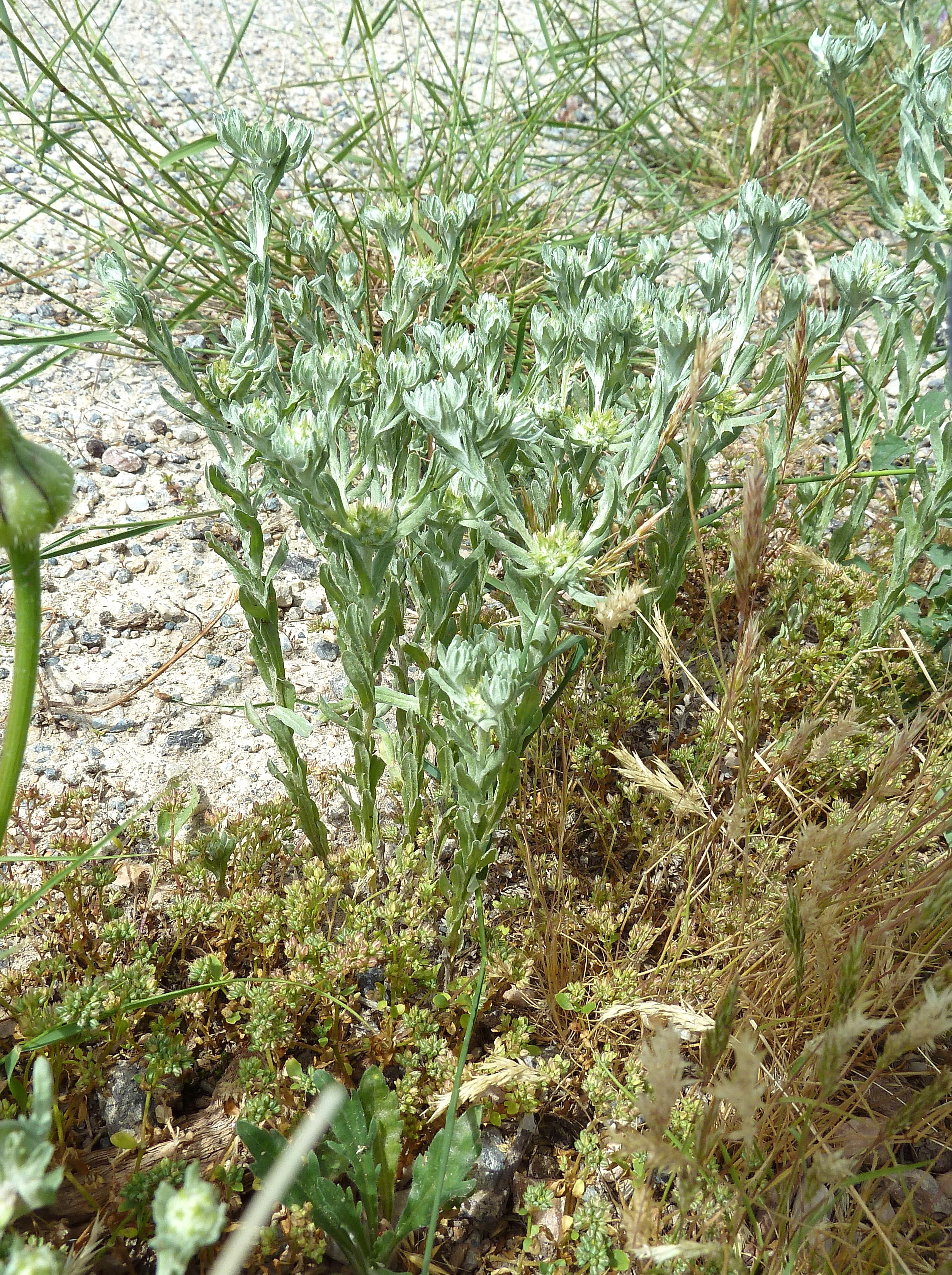
Il portamento

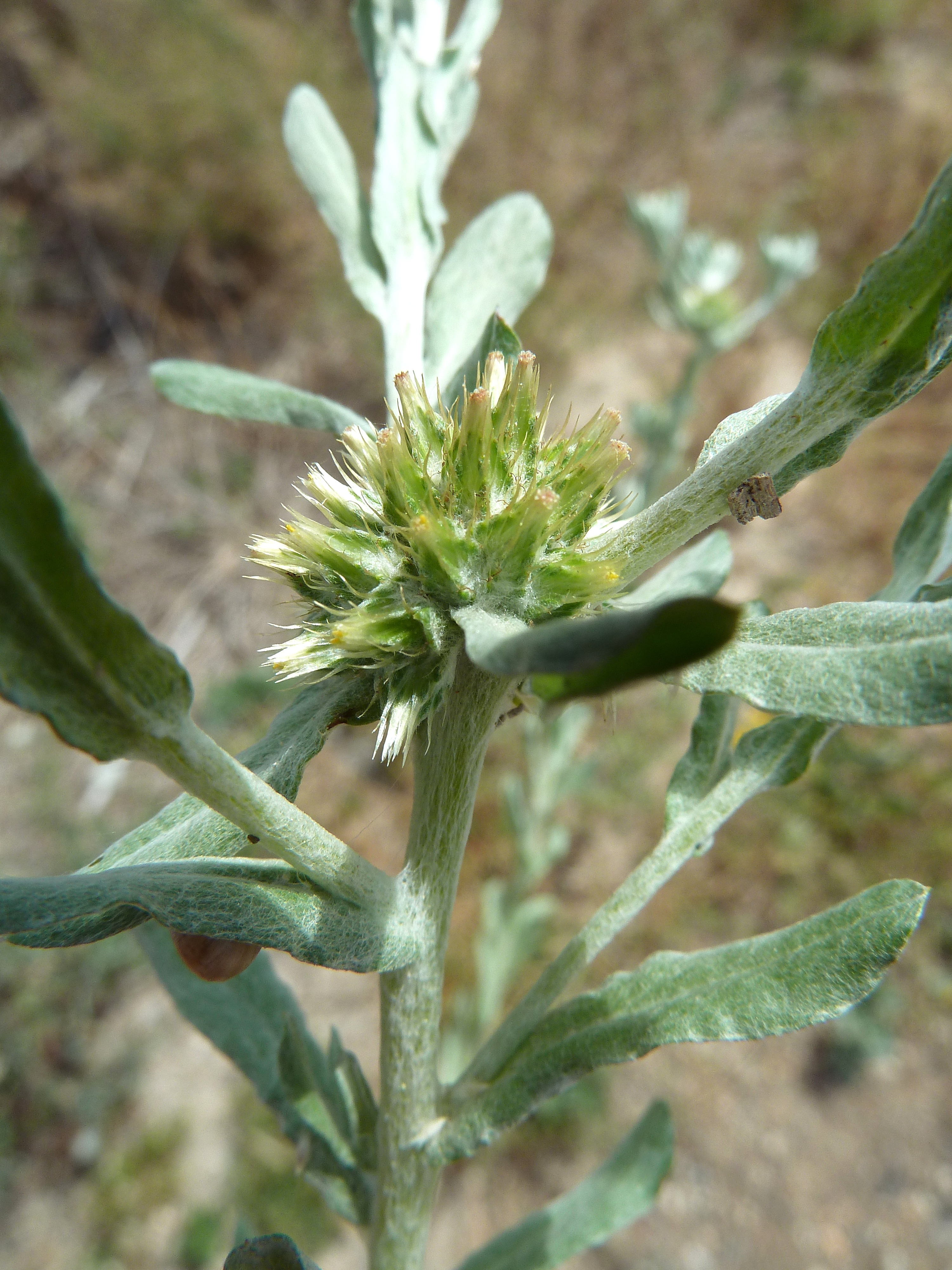
Le foglie

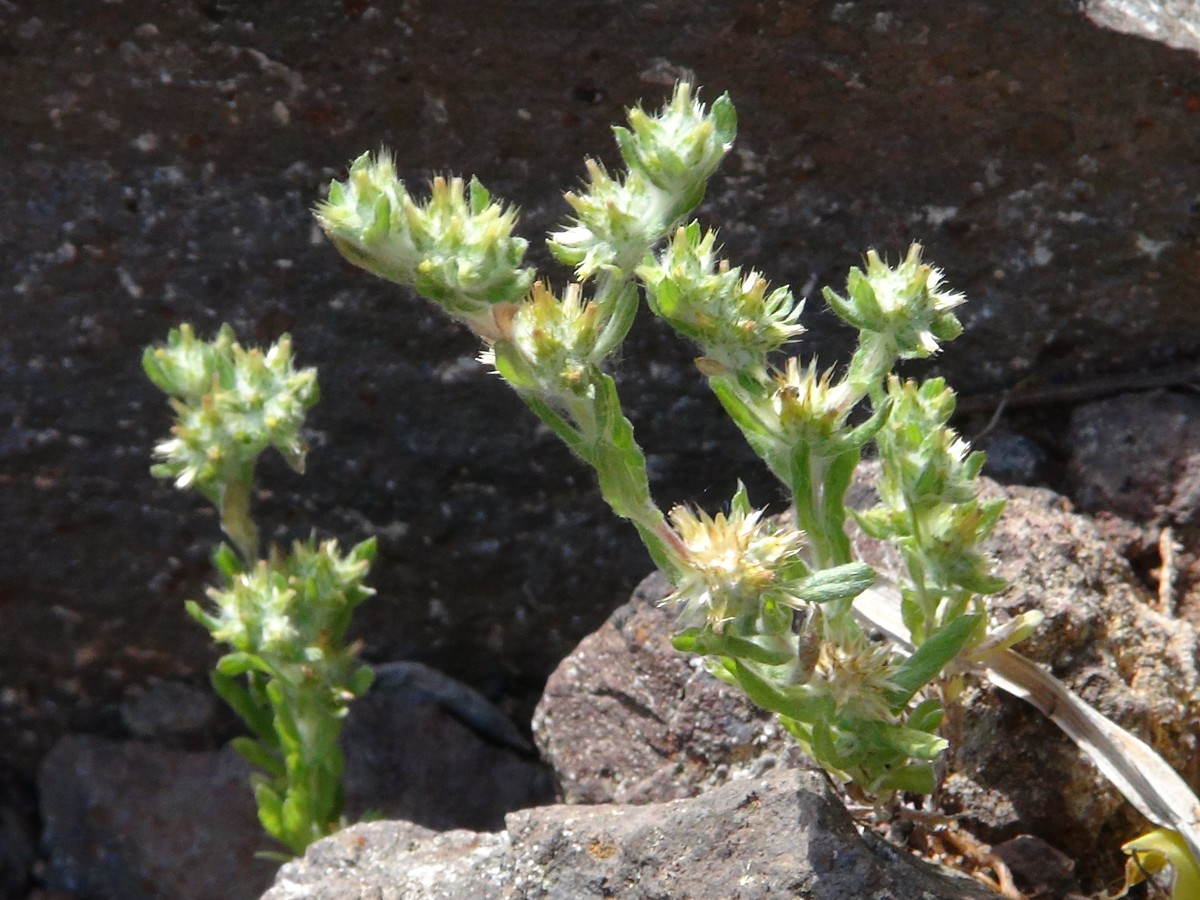
Infiorescenza

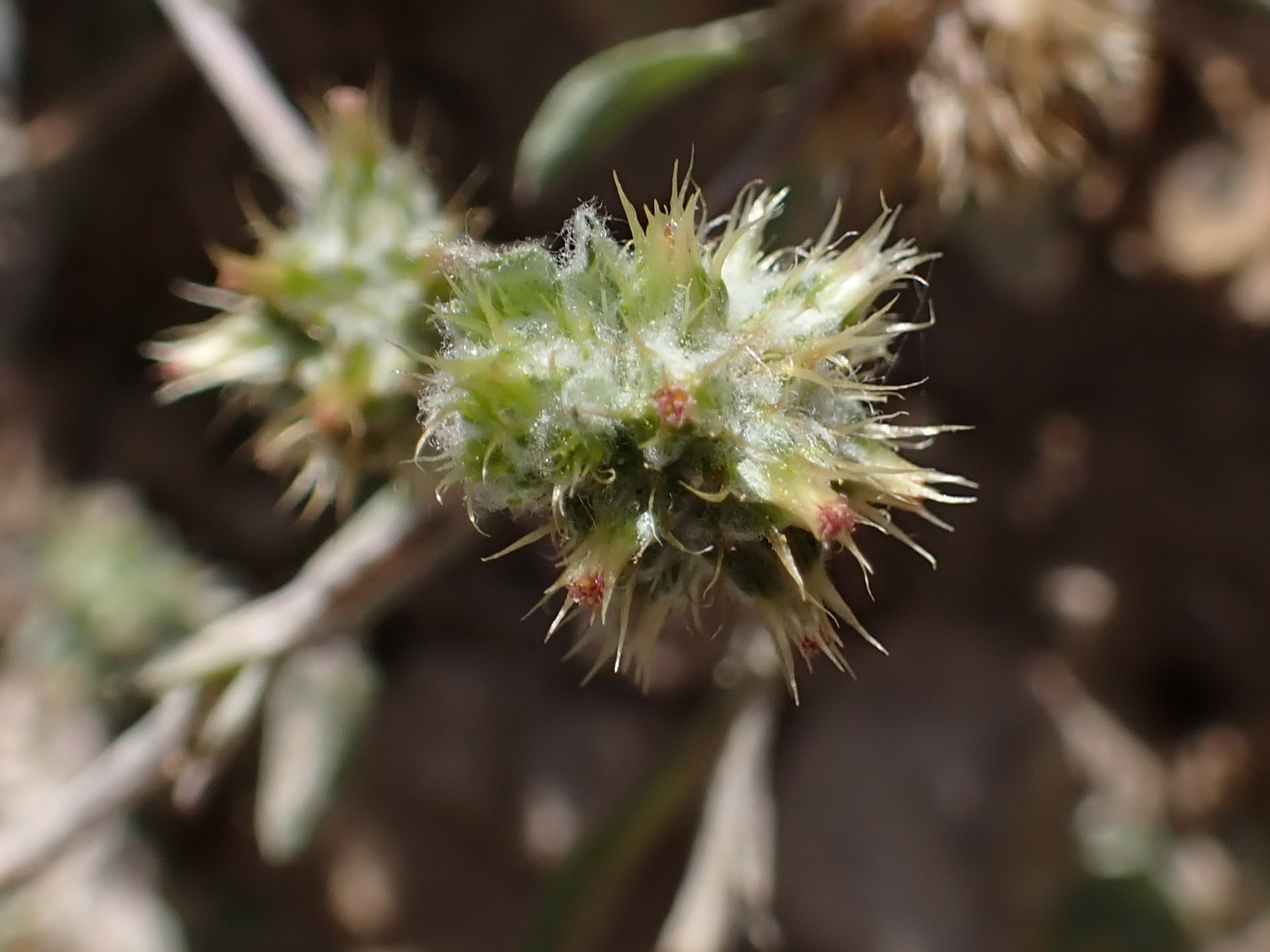
I fiori

Habitus. La specie di questa voce ha un habitus di tipo erbaceo annuale. In genere le piante di questa specie sono ricoperte da un tomento grigio-biancastro. I cauli di queste piante sono provvisti del floema, ma non di canali resiniferi; mentre i sesquiterpeni lattoni sono normalmente assenti (piante senza lattice). La forma biologica è terofita scaposa (T scap), ossia in generale sono piante erbacee che differiscono dalle altre forme biologiche poiché, essendo annuali, superano la stagione avversa sotto forma di seme e sono munite di asse fiorale eretto e spesso privo di foglie. Una delle caratteristiche più particolari di questa specie sono le infiorescenze in quanto una generazione dei capolini sembra elevarsi sopra il grappolo precedente che l'ha generato.
Fusto. La parte aerea del fusto è ramosa o semplice. Le ramificazioni sono dicotomo-corimbose. Il portamento è ascendente o prostrato. Le radici normalmente sono secondarie da fittone. Altezza massima del fusto: 5 – 15 cm.
Foglie. Le foglie sono soprattutto caulinari; sono disposte in modo alterno e addensate in modo continuo lungo il caule. La forma è intera da oblanceolate a lineari-spatolate, allargate verso l'apice e arrotondate. La pelosità è appressata o lanosa su entrambe le facce. Il colore è grigiastro. Dimensioni delle foglie: 1,5 - 3 x 8 – 12 mm.
Infiorescenza. Le sinflorescenze sono composte da 12 - 20 capolini raccolti in formazioni di glomeruli. Le infiorescenze vere e proprie sono formate da un capolino terminale sessile o peduncolato di tipo discoide (con fiori omogami) o disciforme (con fiori eterogami). I capolini spesso sono avvolti (e superati) da brattee fogliacee lunghe 7 – 9 mm con forme lanceolato-spatolate. I capolini sono formati da un involucro, con forme acutamente pentagonali, composto da alcune brattee, al cui interno un ricettacolo fa da base ai fiori. Le brattee, a consistenza cartilaginea, colorate di paglierino, con forme acute e aristate, sono disposte in modo più o meno embricato su 4 - 6 serie e possono essere connate alla base (strati di stereoma indiviso);  talora possono avere un margine ialino. Il ricettacolo è nudo ossia senza pagliette a protezione della base dei fiori; la forma normalmente è piatta o conica. Il ricettacolo può essere accorciato (nelle specie italiane) o allungato (può avvolgere la corolla) e filiforme in altre specie (forma conica).
Fiori.  I fiori sono tetra-ciclici (formati cioè da 4 verticilli: calice – corolla – androceo – gineceo) e pentameri (calice e corolla formati da 5 elementi). Sono inoltre tubulosi, attinomorfi e si distinguono in:
- fiori del disco esterni: sono femminili e filiformi; sono disposti in modo uniseriato o biseriato; crescono all'ascella di una brattea dell'involucro ed hanno la particolarità che il tubo corollino è inserito all'apice dell'ovario; in questa specie sono pochi o assenti;
- fiori del disco centrali: sono pochi e sono ermafroditi oppure talvolta sono funzionalmente maschili (per aborto dell'ovario); le forme sono tubulari;

In questo gruppo di piante i fiori radiati (ligulati o del raggio) sono assenti; a volte sono confusi con i fiori femminili (tubulosi) del disco esterno più o meno sub-zigomorfi con un lembo piatto e possono essere interpretati come fiori del raggio.
- Formula fiorale:

*/x K {\displaystyle \infty }, [C (5), A (5)], G 2 (infero), achenio
- Calice: i sepali del calice sono ridotti ad una coroncina di squame.
- Corolla: la forma della corolla normalmente è tubolare con 4 lobi; i lobi hanno delle forme da lanceolate o deltate a lineari. I colori della corolla sono giallastri.
- Androceo: l'androceo è formato da 5 stami sorretti da filamenti generalmente liberi; gli stami sono connati e formano un manicotto circondante lo stilo; le teche (produttrici del polline) sono prive di sperone, ma hanno la coda (una sola); le appendici apicali delle antere hanno delle forme piatte; il tessuto endoteciale (rivestimento interno dell'antera) è quasi sempre polarizzato (con due superfici distinte: una verso l'esterno e una verso l'interno). Il polline è di tipo echinato (con punte sporgenti) a forma sferica è formato inoltre da due strati di ectesine, mentre lo strato basale è spesso e regolarmente perforato (tipo “gnafaloide”).[8]
- Gineceo: l'ovario è infero uniloculare formato da 2 carpelli. Lo stilo (il recettore del polline) è intero o biforcato con due stigmi nella parte apicale. Gli stigmi hanno una forma da allungata; possono essere ricoperti da minute papille o avere dei penicilli dorsali. Le superfici stigmatiche sono separate.[8]
- Antesi: da aprile a luglio (agosto - settembre).

Frutti. I frutti sono degli acheni con pappo. Gli acheni sono piccoli a forma oblunga o turbinata; la superficie in genere è glabra (in qualche specie sono presenti dei piccoli peli doppi clavati); il pericarpo può essere percorso longitudinalmente da alcuni fasci vascolari. Il pappo è formato da setole capillari barbate (o scabre) libere. Il pappo è uniseriato se i frutti sono generati dai fiori più interni (se sono generati da quelli più periferici sono invece privi di pappo).

## Biologia
Impollinazione: l'impollinazione avviene tramite insetti (impollinazione entomogama tramite farfalle diurne e notturne).

Riproduzione: la fecondazione avviene fondamentalmente tramite l'impollinazione dei fiori (vedi sopra).

Dispersione: i semi (gli acheni) cadendo a terra sono successivamente dispersi soprattutto da insetti tipo formiche (disseminazione mirmecoria). In questo tipo di piante avviene anche un altro tipo di dispersione: zoocoria. Infatti gli uncini delle brattee dell'involucro (se presenti) si agganciano ai peli degli animali di passaggio disperdendo così anche su lunghe distanze i semi della pianta. Inoltre per merito del pappo il vento può trasportare i semi anche a distanza di alcuni chilometri (disseminazione anemocora).

## Distribuzione e habitat

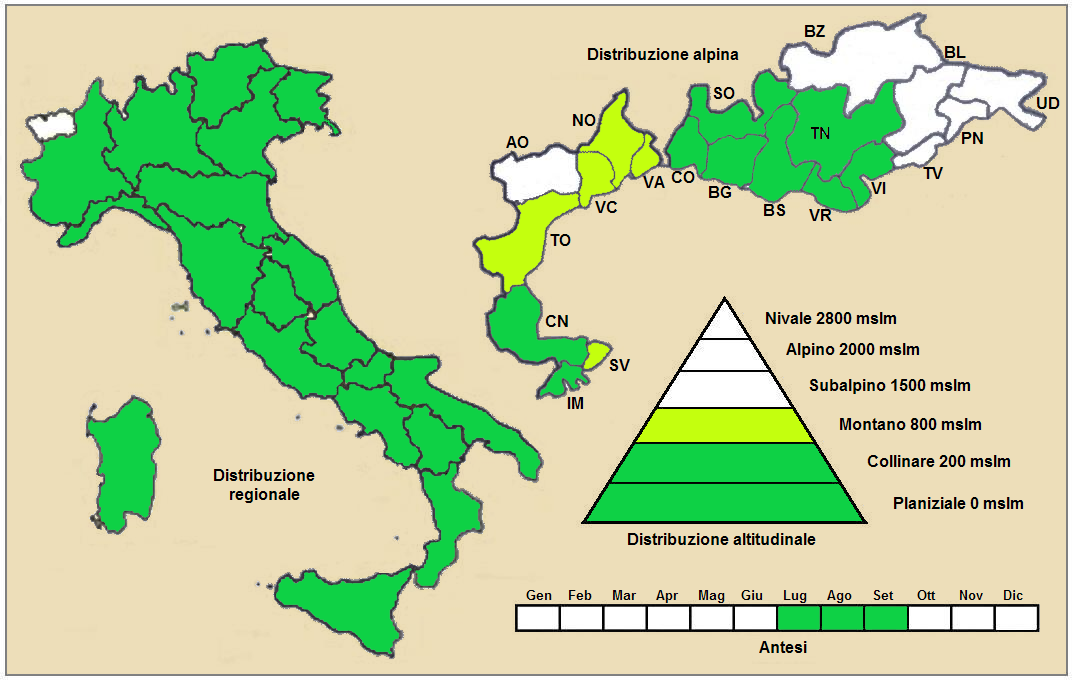
Distribuzione della pianta (Distribuzione regionale – Distribuzione alpina)

Geoelemento: il tipo corologico (area di origine) è Euri-Mediterraneo / Sud Ovest Asiatico.
Distribuzione: in Italia questa specie si trova comunemente su tutto il territorio (più rara al Nord). Fuori dall'Italia, sempre nelle Alpi, questa specie si trova in Francia e Svizzera. Sugli altri rilievi collegati alle Alpi è presente nel Massiccio del Giura, Massiccio Centrale e Pirenei. Altrove si trova in Scandinavia, Grecia, Magreb e Asia occidentale.
Habitat: l'habitat preferito per queste piante sono gli incolti aridi. Il substrato preferito è calcareo ma anche siliceo con pH neutro, medi valori nutrizionali del terreno che deve essere arido.
Distribuzione altitudinale: sui rilievi alpini, in Italia, queste piante si possono trovare fino a 800 m s.l.m. (nelle isole fino a 1.600 m s.l.m.); nelle Alpi frequentano quindi i seguenti piani vegetazionali: collinare e in parte quello montano (oltre a quello planiziale).

### Fitosociologia

#### Areale alpino
Dal punto di vista fitosociologico alpino questa specie appartiene alla seguente comunità vegetale:
Formazione: delle comunità pioniere a terofite e succulente
Classe: Thero-Brachypodietea.

#### Areale italiano
Per l'areale completo italiano la specie di questa voce appartiene alla seguente comunità vegetale:
Macrotipologia: vegetazione delle praterie
Classe: Tuberarietea guttatae (Br.-Bl. in Br.-Bl., Roussine & Nègre 1952) Rivas Goday & Rivas-Martínez, 1963
Ordine: Brachypodietalia distachyaeRivas-Martínez, 1978
Alleanza: Hypochoeridion achyrophori Biondi & Guerra, 2008
Descrizione. L'alleanza Hypochoeridion achyrophori è relativa alle comunità annuali del Mediterraneo centrale europeo, con climi mediterraneo-temperati. In Italia questa cenosi sostituisce l’alleanza Trachynion distachyae del Mediterraneo occidentale. L'alleanza, dominata da specie terofitiche, si sviluppa su substrati basici ed è distribuita in tutta la Penisola italiana.
Specie presenti nell'associazione: Hypochoeris achyrophorus, Ononis reclinata, Linum strictum, Sideritis romana, Filago pyramidata, Catapodium rigidum, Euphorbia exigua, Helianthemum salicifolium, Medicago minima, Campanula erinus, Aegilops geniculata, Trifolium stellatum, Avena barbata, Lotus ornithopodioides e Coronilla scorpioides.

## Tassonomia
La famiglia di appartenenza di questa voce (Asteraceae o Compositae, nomen conservandum) probabilmente originaria del Sud America, è la più numerosa del mondo vegetale, comprende oltre 23.000 specie distribuite su 1.535 generi, oppure 22.750 specie e 1.530 generi secondo altre fonti (una delle checklist più aggiornata elenca fino a 1.679 generi). La famiglia attualmente (2021) è divisa in 16 sottofamiglie; la sottofamiglia Asteroideae è una di queste e rappresenta l'evoluzione più recente di tutta la famiglia.

### Filogenesi
Il genere della specie di questa voce è descritto nella tribù Gnaphalieae (una delle 21 tribù della sottofamiglia Asteroideae) e in particolare nella sottotribù Gnaphaliinae. Da un punto di vista filogenetico, la tribù Gnaphalieae fa parte del supergruppo (o sottofamiglia) "Asteroideae grade"; l'altro è il supergruppo "Non-Asteroideae" contenente il resto delle sottofamiglie delle Asteraceae. All'interno del supergruppo è vicina alle tribù Senecioneae, Calenduleae, Astereae e Anthemideae.
Il genere della specie di questa voce appartiene al clade Flag, un gruppo informale monofiletico della sottotribù Gnaphaliinae che occupa una posizione più o meno "basale" e con il clade Australasian forma un "gruppo fratello". In questo gruppo sono presenti specie dioiche (solo fiori femminili o solo fiori maschili) e piante a portamento cusciniforme. I capolini, in formazioni corimbose o spiciformi, possono essere sottesi da foglie bratteali. Il ricettacolo in alcuni casi è squamoso.
Il "Flag clade", da un punto di vista filogenetico, può essere suddiviso in due parti: il "Lucilia group" basato sui tricomi degli acheni e il resto del clade (in posizione "basale") considerato "gruppo fratello" del primo e denominato Filago group e caratterizzato dalle palee ricettacolari che sottendono, e più o meno racchiudono, i fiori femminili. Il genere di questa voce appartiene al gruppo "basale" caratterizzato tra l'altro dall'assenza di tricomi.
Sandro Pignatti nella "Flora d'Italia" divide le specie del genere in tre gruppi:
- Gruppo A: i fusti sono eretti, mediamente ramosi; le brattee involucrali sono da 15 a 20;
- Gruppo B: i fusti sono eretti, mediamente ramosi; le brattee involucrali sono da 20 a 25;
- Gruppo C: il fusto è ridotto; le piante sono formate da un glomerulo di capolini avvolti dalla rosetta basale.

La specie di questa voce appartiene al gruppo B e in particolare al "Complesso di F. germanica" individuato dai seguenti caratteri: le piante hanno fusti eretti; i capolini sono avvolti da 20 - 25 foglie bratteali appuntite, acuminate o aristate; i fiori centrali sono fertili; il pappo è formato da peli o setole. Il complesso comprende anche le seguenti specie: Filago eriocephala Guss., Filago germanica (L) Huds. e Filago lutescens  L..
I caratteri distintivi per la specie  Filago pyramidata sono:
- l'involucro è circondato da 15 - 20 brattee fogliacee;
- l brattee involucrali sono disposte su 4 - 6 serie;
- i fiori centrali sono in massima parte ermafroditi (talvolta i femminili sono assenti)

Il numero cromosomico della specie è: 2n = 28.

### Variabilità
Nelle aree insulari si sono notate piante con caratteri lievemente diversi: capolini con dimensioni minori, foglie superiori più piccole, arrossamento delle brattee e altri caratteri poco significativi. Altre varietà sono state individuate in Italia, ma di scarso valore tassonomico.

### Sinonimi
Sono elencati alcuni sinonimi per questa entità:
- Filago germanica subsp. pyramidata (L.) Arcang.
- Filago germanica var. pyramidata  (L.) Gaudin
- Gifola pyramidata  (L.) Dumort.
- Gnaphalium germanicum var. pyramidatum  (L.) Lej.
- Gnaphalium pyramidatum  (L.) Lam.
- Impia pyramidata  (L.) Bluff & Fingerh.